# Sân bay quốc tế Logan
Sân bay quốc tế tướng Edward Lawrence Logan (IATA: BOS, ICAO: KBOS, LID FAA: BOS) là một sân bay quốc tế nằm trong quận Đông Boston, thành phố Boston, Massachusetts (và một phần trong thị trấn của Winthrop, Massachusetts), Hoa Kỳ. Sân bay có diện tích 2.384 mẫu Anh (965 ha), có sáu đường băng, và sử dụng ước tính có khoảng 16.000 người. Đây là sân bay bận rộn thứ 19 ở Hoa Kỳ.
Sân bay Logan phục vụ như một thành phố tập trung cho JetBlue Airways. Delta Air Lines và US Airways cũng thực hiện nhiều hoạt động từ sân bay, và tất cả các hãng hàng không lớn bay tới Boston từ tất cả hoặc phần lớn các trung tâm tiểu học và trung học. Nó cũng là một điểm đến của nhiều hãng hàng không lớn của châu Âu. Hiện nay, sân bay là một trung tâm cho một hãng hàng không khu vực, Cape Air. Sân bay này có dịch vụ cho các điểm đến tại Hoa Kỳ, cũng như châu Phi, Canada, vùng Caribbean, châu Âu, và México. Japan Airlines có kế hoạch khai trương dịch vụ cho Tokyo vào năm 2012, sẽ thêm các dịch vụ đầu tiên tới châu Á kể từ năm 2001.
Là sân bay lớn nhất ở New England , sân bay Logan là một trong số 20 sân bay bận rộn nhất ở Mỹ, với hơn 25 triệu hành khách một năm , và thứ 19 về số lượt chuyến bay . Sân bay này bận rộn nhất 12 sân bay ở Mỹ dựa trên vận tải quốc tế . Trong 2007, nó phục vụ 3.808.000 lượt hành khách quốc tế. Sân bay Logan nộp thuế 559,4 triệu USD một năm cho thuế vụ địa phương.

## Tuyến bay

### Hành khách
| Hãng hàng không                                        | Các điểm đến | Nhà ga |
| ------------------------------------------------------ | --- | ------ |
| Aer Lingus                                             | Dublin | C      |
| Aer Lingus vận hành bởi ASL Airlines Ireland           | Shannon | C      |
| Aeroméxico                                             | Thành phố México | E      |
| Air Canada                                             | Toronto–Pearson | B      |
| Air Canada Express                                     | Halifax, Montréal–Trudeau, Ottawa, Toronto–Pearson | B      |
| Air Europa                                             | Theo mùa: Madrid (bắt đầu từ ngày 14/6/2017) | E      |
| Air France                                             | Paris–Charles de Gaulle | E      |
| Alaska Airlines                                        | Portland (OR), San Diego, Seattle/Tacoma | C      |
| Alitalia                                               | Rome–Fiumicino | E      |
| American Airlines                                      | Charlotte, Chicago–O'Hare, Dallas/Fort Worth, Los Angeles, Miami, New York–JFK, Philadelphia, Phoenix–Sky Harbor, Washington–National Theo mùa: Cancún, Montego Bay, Paris–Charles de Gaulle, Providenciales, Punta Cana | B      |
| American Eagle                                         | Buffalo, Harrisburg, Philadelphia, Pittsburgh, Rochester (NY), Syracuse Theo mùa: Charlotte | B      |
| American Airlines Shuttle                              | New York–LaGuardia, Washington–National | B      |
| Apple Vacations vận hành bởi Icelandair                | Theo mùa Thuê chuyến: Cancún, Punta Cana | E      |
| Azores Airlines                                        | Lisbon, Ponta Delgada, Terceira Theo mùa: Barcelona (bắt đầu từ ngày 28/3/2017), Praia (bắt đầu từ ngày ngày 1 tháng 6 năm 2017) | E      |
| British Airways                                        | London–Heathrow | E      |
| Cape Air                                               | Albany, Augusta (ME), Bar Harbor, Hyannis, Lebanon, Martha's Vineyard, Nantucket, Provincetown, Rockland, Rutland, Saranac Lake/Lake Placid | C      |
| Cathay Pacific                                         | Hong Kong | E      |
| Copa Airlines                                          | Panama City | E      |
| Delta Air Lines                                        | Amsterdam, Atlanta, Bermuda, Cincinnati, Detroit, Fort Myers (bắt đầu từ ngày ngày 17 tháng 2 năm 2017), London–Heathrow, Los Angeles, Minneapolis/St. Paul, Montego Bay, New York–JFK, Orlando, Paris–Charles de Gaulle, Punta Cana, Salt Lake City, San Francisco (bắt đầu từ ngày ngày 8 tháng 6 năm 2017), Seattle/Tacoma, St. Thomas (bắt đầu từ ngày 18/2/2017), Tampa (resumes ngày 17 tháng 2 năm 2017) Theo mùa: Cancún, Dublin (bắt đầu từ ngày ngày 25 tháng 5 năm 2017), Fort Lauderdale, Providenciales, West Palm Beach | A      |
| Delta Connection                                       | Cincinnati, Columbus (OH), Indianapolis, Milwaukee, Nashville, New York–JFK, Raleigh/Durham, Richmond Theo mùa: Charleston (SC), Detroit, Fort Myers, Myrtle Beach, Nassau, West Palm Beach | A      |
| Delta Shuttle                                          | New York–LaGuardia | A      |
| El Al                                                  | Tel Aviv–Ben Gurion | E      |
| Emirates                                               | Dubai–International | C      |
| Hainan Airlines                                        | Bắc Kinh– Thủ đô, Shanghai–Pudong | E      |
| Iberia                                                 | Madrid | E      |
| Icelandair                                             | Reykjavík–Keflavík | E      |
| Japan Airlines                                         | Tokyo–Narita | E      |
| JetBlue Airways                                        | Aruba, Atlanta (bắt đầu từ ngày ngày 30 tháng 3 năm 2017), Austin, Baltimore, Barbados, Bermuda (tiếp tục lại từ 18/5/2017), Buffalo, Cancún, Charleston (SC), Charlotte, Chicago–O'Hare, Cleveland, Dallas/Fort Worth, Denver, Detroit, Fort Lauderdale, Fort Myers, Houston–Hobby, Jacksonville (FL), Las Vegas, Long Beach, Los Angeles, Montego Bay, Nashville, Nassau, New Orleans, New York–JFK, New York–LaGuardia, Newark, Orlando, Philadelphia, Phoenix–Sky Harbor, Pittsburgh, Punta Cana, Raleigh/Durham, Richmond, Salt Lake City, San Diego, San Francisco, San Jose (CA), San Juan, Santiago de los Caballeros, Santo Domingo-Las Américas, Savannah, Seattle/Tacoma, St. Maarten, Tampa, Washington–Dulles, Washington–National, West Palm Beach Theo mùa: Grand Cayman, Liberia (CR), Martha's Vineyard, Nantucket, Oakland, Port-au-Prince, Portland (OR), Providenciales, Puerto Plata, Sacramento, Sarasota, St. Lucia, St. Thomas | C      |
| Lufthansa                                              | Frankfurt, Munich | E      |
| Norwegian Air Shuttle                                  | Theo mùa: Fort-de-France, Pointe-à-Pitre | E      |
| Norwegian Air Shuttle vận hành bởi Norwegian Long Haul | London–Gatwick Theo mùa: Copenhagen, Oslo–Gardermoen, Paris, Roma | E      |
| PenAir                                                 | Plattsburgh, Presque Isle Theo mùa: Bar Harbor | B      |
| Porter Airlines                                        | Toronto–Billy Bishop | E      |
| Qatar Airways                                          | Doha | E      |
| Scandinavian Airlines vận hành bởi PrivatAir           | Copenhagen | E      |
| Southwest Airlines                                     | Atlanta, Austin, Baltimore, Chicago–Midway, Columbus (OH), Dallas–Love, Denver, Houston–Hobby, Indianapolis, Kansas City, Milwaukee, Nashville, St. Louis | A      |
| Spirit Airlines                                        | Atlanta, Baltimore, Fort Lauderdale, Las Vegas, Myrtle Beach, Orlando Theo mùa: Atlantic City, Chicago–O'Hare, Cleveland, Dallas/Fort Worth, Detroit, Fort Myers, Minneapolis/St. Paul, Tampa (bắt đầu từ ngày ngày 16 tháng 2 năm 2017), West Palm Beach | B      |
| Sun Country Airlines                                   | Minneapolis/St. Paul | C      |
| Sunwing Airlines                                       | Theo mùa Thuê chuyến: Freeport | E      |
| Swiss International Air Lines                          | Zürich | E      |
| TAP Portugal                                           | Lisbon | C      |
| Thomas Cook Airlines                                   | Theo mùa: Manchester (UK) | E      |
| Turkish Airlines                                       | Istanbul–Atatürk | E      |
| United Airlines                                        | Chicago–O'Hare, Denver, Houston–Intercontinental, Los Angeles, Newark, San Francisco, Washington–Dulles | B      |
| United Express                                         | Chicago–O'Hare, Cleveland, Newark, Washington–Dulles | B      |
| Virgin America                                         | Los Angeles, San Francisco Theo mùa: Las Vegas | C      |
| Virgin Atlantic                                        | London–Heathrow Theo mùa: Manchester (UK) (bắt đầu từ ngày 29/3/2017) | E      |
| WestJet Encore                                         | Halifax, Toronto–Pearson | A      |
| WOW air                                                | Reykjavík–Keflavík | E      |